# William B. Cooper
William Barkley Cooper (16 de dezembro de 1771 - 29 de abril de 1849) foi um político norte-americano que foi governador do estado do Delaware, no período de 1841 a 1845, pelo Partido Whig.